# Morning Parade
Morning Parade est un groupe de rock britannique, originaire d'Harlow dans le comté d'Essex, en Angleterre. Il est formé en 2007 et dissous en 2014. Le groupe signe un contrat avec Parlophone en 2010. Leur premier album éponyme est sorti en mars 2012 en Europe, et en juin 2012 en Amérique du Nord. Le groupe est formé de Steve Sparrow (chant, piano et guitare), Phil Titus (basse), Chad Thomas (guitare), Ben Giddings (piano, synthétiseurs) et Andrew Hayes (batterie).

## Biographie

### Origines et débuts
Steve Sparrow et Phil Titus se sont rencontrés à l'école, et ont plus tard travaillé ensemble. Ils feront tous les deux la rencontre de Chad Thomas au Harlow College, et décideront de former ensemble un groupe appelé Anotherstory. Steve Sparrow en devient le chanteur principal, jouant aussi du piano et de la guitare, Phil Titus devient le bassiste et choriste, et Chad Thomas le guitariste et claviériste. Deux autres membres — Mike Pope (guitare), et Charles Gadsdon (batterie) — les rejoignent par la suite. Anotherstory joue du rock expérimental et alternatif, inspiré par des groupes tels que Elbow, Radiohead et The Stills. Leur premier single s'intitule Traffic, qu'ils publient avant leur rupture en 2007.
Après la scission, Steve Sparrow effectue une tournée de la scène locale de Harlow et de Bishop's Stortford. Des images de lui en train de jouer des versions acoustiques de ses chansons à partir de cette période sont toujours disponibles sur YouTube. Entretemps, il fait la rencontre d'Andrew Hayes et de Ben Giddings, qui deviendront les deux derniers membres du groupe. Ils jouaient tous auparavant dans d'autres groupes et ont commencé à l'abri des regards du public, préférant se concentrer sur la chanson. En moins de deux ans, ils jouent leur premier concerts avant d'être contacté par un label. Le groupe ignore dans un premier temps ce contact, mais décide finalement de signer en mai 2010 à ce label britannique, qui n'est autre que Parlophone, et qui s'occupe de groupes et artistes tels que Coldplay et Kylie Minogue.
Leur nom de groupe provient de l'époque durant laquelle Phil Titus travaillait comme plâtrier avec Steve Sparrow. Ils devaient se lever tôt le matin pour se rendre à leurs différents emplois. Ils se sont référés au « rassemblement du matin ». Ils disent aussi que le nom fait référence à la période de transition entre la nuit et le jour.

### Morning Parade
Le 29 novembre 2010, Morning Parade annoncent une tournée britannique pour 2011. Après avoir joué un certain nombre de spectacles à travers le Royaume-Uni, ils tournent en Europe avec The Wombats, das différents pays comme les Pays-Bas, l'Allemagne et l'Espagne. Parmi les festivals joué est le V Festival à Chelmsford, à quelques kilomètres loin de la ville natale d'Harlow. Une date annoncée au festival belge Pukkelpop, en août 2011, est annulée à cause d'une tempête exceptionnellement violente qui fera plusieurs victimes.
Le single Under the Stars, issu de leur futur album, est joué à l'émission de Zane Lowe sur BBC Radio One, et est sorti le 29 novembre 2010. Il figue également dans la série Vampire Diaries. Le groupe sort la vidéo d'Under the Stars le 2 décembre 2010 sur YouTube, laquelle avait été montré d'abord en exclusivité sur le site The Sun le 30 novembre 2010. La chanson est jouée sur BBC Radio 1, BBC 6 Music, XFM, Absolute Radio et Q Radio.
Leur album, l'éponyme Morning Parade, est publié le 5 mars 2012. Il est précédé par les singles Under the Stars, A&E et Us and Ourselves. Il est enregistré aux 13 Studios, dirigés par Blur et Gorillaz, dont le chanteur est Damon Albarn, en collaboration avec le producteur Jason Cox. Le 8 décembre 2011, Morning Parade joue l'album dans son intégralité au Barfly Camden de Londres face à un petit groupe de fans. Le 6 février 2012, un mois avant la sortie physique, l'album est mis en ligne sur Spotify.
L'album est bien accueilli par MTV, Vogue et AbsolutePunk.
Le 4 décembre 2014, le groupe annonce sur Facebook, sa dissolution.

## Discographie

### Singles
- 2010 : Under the Stars
- 2010 : In the Name
- 2010 : Your Majesty
- 2011 : A&E
- 2011 : On Your Shoulders
- 2011 : Us & Ourselves
- 2012 : Headlights (collaboration avec Goldfish sur Washing Over Me)